# В жопу академию
«В жопу академию» (англ. Up the Academy),  полное название Журнал «Мэд» представляет «В жопу академию» (англ. Mad Magazine Presents Up the Academy) — американская кинокомедия режиссёра Роберта Дауни-старшего и продюсеров Дэнтона Рисснера и Марвина Уорта. Сценарий картины был написан Томом Пэтчеттом и Джеем Тарсесом. Оператор — Гарри Стрэлдинг-младший. Монтажёры — Рон Спэнг и Бад Молин. В главных ролях — Рон Либман, Уэнделл Браун, Томми Ситер, Хатч Паркер, Ральф Маччио. Премьера картины состоялась 6 июня 1980 года.

## Сюжет
Четверо проблемных юношей направляются в Военную академию Винберга в наказание за свои проступки: наследник главы мафиозного клана Чуч Бамбалаци; сын протестантского целителя Айк Макартур; сын арабского шейха Хаш Амир-младший и сын губернатора, готовящегося к очередным выборам, Оливер Холт. За новобранцев отвечает майор-садист Вон Лисмэн. Айк, Хаш и Оливер с самого начала приобретают репутацию нарушителей спокойствия, в то время, как Чуч твёрдо решает исправиться и сосредоточивается на учёбе. Вскоре после этого к ним присоединяется новый сосед по комнате, Родни Вервергарт, которого исключили из других учебных заведений из-за его склонности к пиромании.
Кэнди, подруга Оливера с гражданки, поступает в соседнее с академией женское военное училище. Узнав об этом, юноши отправляются в самоволку к девочкам. Когда они возвращаются обратно, парней встречает майор Лисмэн, которому оказывается известно обо всём в подробностях. Он показывает им компрометирующие фотографии Оливера с Кэнди и угрожает использовать их во вред заявке губернатора на переизбрание. Парни предполагают, что на них настучал Чуч, но обнаруживает, что во всём виноват Родни. В отместку юноши разрабатывают план, который поможет им получить компрометирующие фотографии Лисмэна с Кэнди и забрать у майора-садиста фотографии, которые тот грозился использовать против отца одного из них.
Действие плана разворачивается во время футбольного матча в академии. В самый разгар события Родни раскаивается в том, что донёс на сокурсников и запускает ракету, уничтожающую дом майора Лисмэна. Команда академии выигрывает футбольный матч. Заговор майора с шантажом сорван. Фильм заканчивается тем, что Лисмэн преследует Айка, Оливера, Хаша, Чуча, Кэнди и Родни, и кричит им вслед: «Сыграем ещё раз», трижды проигрывая эту сцену.

## В ролях
| Актёр          | Роль                         |
| -------------- | ---------------------------- |
| Рон Либман     | майор Вон Лисмэн             |
| Уэнделл Браун  | Эйзенхауэр «Айк» Макартур    |
| Томми Ситер    | Эль-Хашид «Хаш» Амир-младший |
| Хатч Паркер    | Оливер Холт                  |
| Ральф Маччио   | Чуч Бамбалаци                |
| Гарри Тейновиц | Родни Вервергарт             |
| Том Постон     | Сиссон                       |
| Йэн Уолф       | комендант Козуэй             |
| Антонио Фаргас | тренер                       |
| Стэйси Нелкин  | Кэнди                        |
| Барбара Бах    | Блисс                        |
| Леонард Фрей   | Кек                          |

## Производство
Киностудия попыталась повторить феноменальный и неожиданный успех фильма «Зверинец» о группе неудачников в колледже, который был снят от имени сатирического журнала. В 1983 году главный редактор другого сатирического журнала «Мэд» Билл Гейнс в интервью журналу «Комикс Джорнал» объяснил причину участия своего издания в производстве фильма «В жопу академию»:
«Дело было так. У нас был контракт с Warner Brothers на выпуск нашего фильма. Сейчас ему [контракту], кажется, уже четыре года. Был написан сценарий, который нам не понравился. Потом наши сценаристы написали свой сценарий, который не понравился им, а, тем временем, сценарий будущего фильма кинули нам на стол... Хотя в нём было много всего такого, что, по-моему, было оскорбительным и подлежало удалению, в целом сценарий мне понравился. И я подумал: «Ну, пока мы ищем сценарий для нашего фильма, нет ничего плохого в том, чтобы снять что-то вроде «Зверинца». Хоть «Зверинец» и назывался «Лэмпун представляет», на самом деле фильм не имел никакого отношения к журналу. В нём просто использовалось его название. Это был хороший успешный фильм, который, полагаю, принёс журналу много денег. Итак, мы собирались сделать то же самое. «Журнал «Мэд» полностью отстраняет себя от «В жопу академию»». Но для них [киностудии] это было слишком длинное название... Они выложили эту чертову штуку без всех обещанных удалений, а это значит, что они лжецы. Я говорю об одной из моих дочерних компаний... Мы были связаны с ней, и мало что могли с этим поделать. Я заплатил киностудии тридцать тысяч, чтобы они не упоминали журнал в названии фильма для телевидения. Итак, за тридцать тысяч долларов мы избавились от участия в программе Home Box Office. Там не будет надписи «Журнал «Мэд» представляет» и не будет Альфреда Ноймана [персонаж журнала]. И это стоило тридцать тысяч долларов».
Съёмки картины проходили, главным образом, в городе Салин, в штате Канзас на территории Сент-Джонсского военного училища. Часть фильма была снята в городе Бруквилл, в том же штате, а также в сельских районах к югу от Салины, недалеко от населённого пункта Ментор в округе Салин.
Специально для фильма гримёр Рик Бейкер разработал маски Альфреда Ноймана. В сценах, демонстрирующих футбольный матч в академии, можно увидеть молодого Роберта Дауни-младшего. На производство картины было потрачено пять миллионов долларов. Доход от проката в США составил десять миллионов долларов.

## Критика
На момент выхода фильм не имел успеха у критиков. От картины отреклись как сотрудники журнала «Мэд», так и актёр Рон Либман,  имя которого, несмотря на то, что он играл одну из главных ролей, было полностью удалено из титров и рекламных материалов. Помимо выплаты Warner Bros. тридцати тысяч долларов за удаление всех упоминаний о журнале «Мэд» из фильма, когда он был выпущен на домашнем видео, издатель журнала Уильям Гейнс принес личные письменные извинения каждому, кто написал в издание жалобу. После покупки журнала «Мэд» компанией Kinney National и после смерти в 1992 году Уильяма Гейнса все ссылки на журнал были восстановлены на кабельном телевидении. В 2006 году оригинальная версия фильма вышла на DVD. Позднее, говоря о фильме, Роберт Дауни-старший назвал его «одной из худших работ в истории».

## Музыка
В фильме звучат песни Игги Попа, Лу Рида, The Modern Lovers и Blondie.